# 使用と言及の区別
使用と言及の区別（しようとげんきゅうのくべつ、英語: use–mention distinction）とは、主に英語圏の言語哲学や言語学の用語で、語句を使用（use）すること、すなわち語句を普通に使うことと、語句に言及（mention）すること、すなわち語句そのものについて語ること、の区別を指す。つまり例えば、
- Jim went to Paris.[1]（ジムはパリへ行った）

という文は Jim という語句を使用しているのに対し、
- ‘Jim’ has three letters.[1]（「ジム」はアルファベット三文字である）

という文は Jim という語句に言及している。言及される語句は引用符やイタリックで強調される場合が多い。「対象言語とメタ言語の区別」とも言い換えられる。

## 用例
使用と言及の区別は、様々な文脈で論じられる。例えば、20世紀前半のレシニェフスキやクワインは、数理論理学においてこの区別を軽視すべきでないとしている。デイヴィドソンは1979年の論文 "Quotation" で「引用符とは何か」に対する答えの一つとしてこの区別を論じている。デリダは1970年代のデリダ-サール論争の中で論じている。ライオンズはこの区別を紹介するにあたり、「use」と「mention」という日常語を専門用語として使うことに批判的態度を取っている。